# Jonah Sticker
Jonah Benedict Sticker (* 8. Mai 2004) ist ein deutscher Fußballspieler.

## Karriere
Nach seinen Anfängen in der Jugend von Bayer 04 Leverkusen, für den er fünf Spiele in der B-Junioren-Bundesliga bestritt, und der Jugend des SC Fortuna Köln, für den er 16 Spiele in der A-Junioren-Bundesliga und zehn Spiele für die zweite Mannschaft in der Mittelrheinliga bestritt, wechselte er im Sommer 2022 in die Jugendabteilung von Viktoria Köln. Für seinen Verein bestritt er zehn Spiele in der A-Junioren-Bundesliga, bei denen ihm ein Tor gelang. Im Frühjahr 2023 unterschrieb er bei seinem Verein seinen ersten Profivertrag und rückte in den Kader der ersten Mannschaft in der 3. Liga auf. Er kam dort auch zu seinem ersten Einsatz im Profibereich, als er am 16. September 2023, dem 6. Spieltag, bei der 1:2-Auswärtsniederlage gegen Borussia Dortmund II in der 77. Spielminute für Niklas May eingewechselt wurde.

## Erfolge
- Mittelrheinpokal-Sieger: 2025 mit Viktoria Köln